# Irena Krasnowiecka
Irena Krasnowiecka (ur. 15 kwietnia 1923 w Chełmie Lubelskim, zm. 29 października 2001 w Warszawie) – polska aktorka teatralna. Zadebiutowała 29 listopada 1944. Została pochowana na Cmentarzu Wojskowym na Powązkach (kwatera A32-rząd Tuje-grób 19).

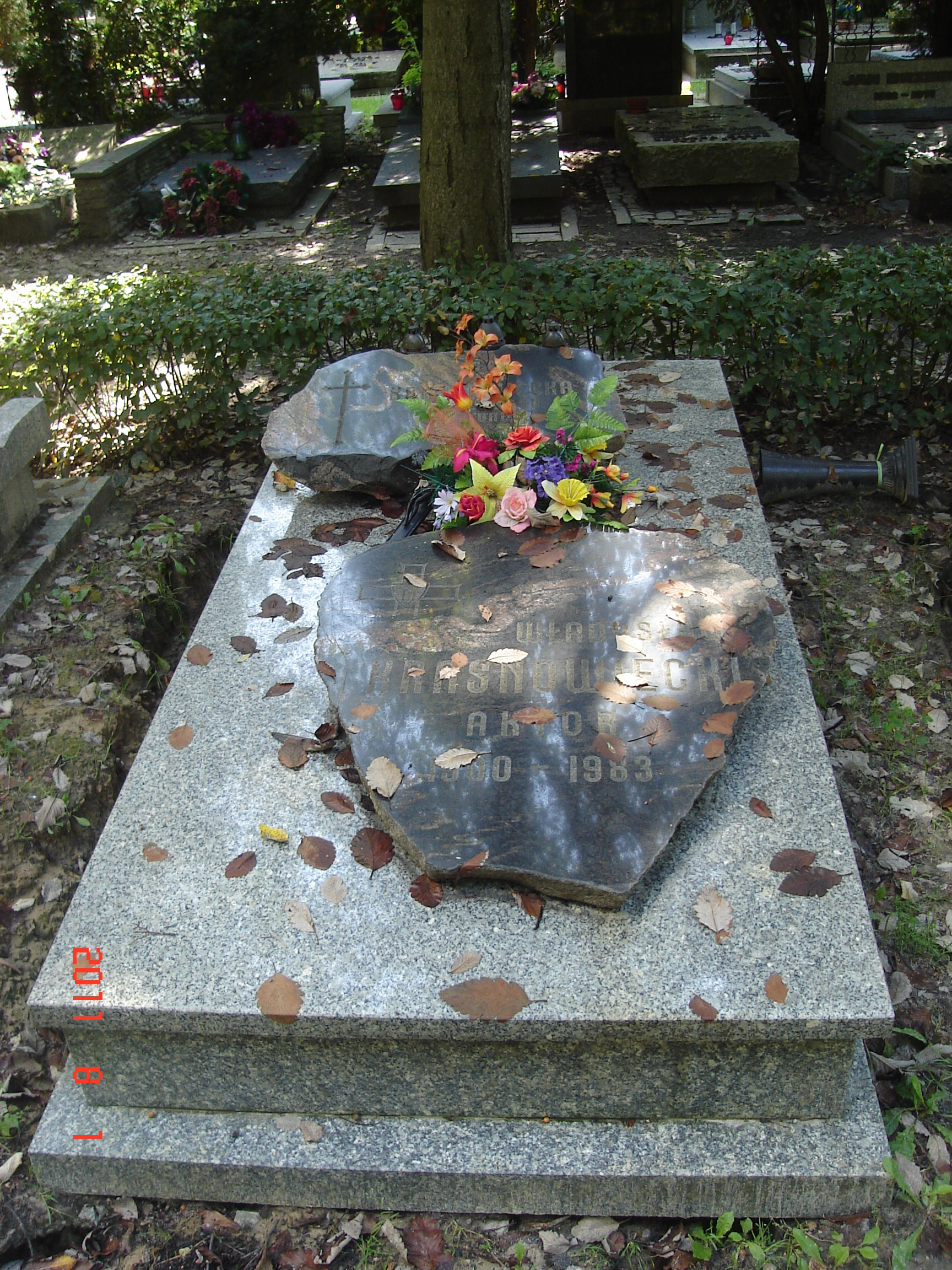
Grób Władysława i Ireny Krasnowieckich na Cmentarzu Wojskowym na Powązkach

Była żoną Władysława Krasnowieckiego.